# Betriebsrentengesetz
Das Betriebsrentengesetz (BetrAVG) regelt die betriebliche Altersversorgung in Deutschland. Seiner Entstehungsgeschichte nach ist es als Arbeitnehmerschutzgesetz aufzufassen. 
Zentraler Rechtskreis ist das Arbeitsrecht, jedoch wirkt es von dort vornehmlich in steuerrechtliche, sozialversicherungsrechtliche und versorgungsrechtliche Bereiche hinein. 
Themenschwerpunkte sind die Durchführung der betrieblichen Altersversorgung (Anspruch auf Entgeltumwandlung), die gesetzliche Unverfallbarkeit dem Grunde und der Höhe nach, die Möglichkeit der Abfindung und die Übertragung, der Insolvenzschutz und die Anpassung von laufenden Leistungen (Anpassungsprüfpflicht).
Vor Einführung des Betriebsrentengesetzes war die betriebliche Altersversorgung lediglich durch das allgemeine Vertragsrecht geregelt. Gesetzliche Unverfallbarkeitsfristen und gesetzlichen Insolvenzschutz gab es nicht. Dies änderte sich erst mit Inkrafttreten des BetrAVG Ende 1974, nachdem das Bundesarbeitsgericht im Jahre 1972 entschieden hatte, dass unter bestimmten Voraussetzungen eine Anwartschaft aufrechtzuerhalten ist, auch wenn der Arbeitnehmer vor Erreichen des ruhegeldfähigen Alters ausscheidet. Daraufhin erkannte der Gesetzgeber die Notwendigkeit einer gesetzlichen Regelung und schuf das Betriebsrentengesetz.
Der Gesetzgeber hat im Juli 2017 eine umfassende Reform des Betriebsrentengesetzes, das Betriebsrentenstärkungsgesetz (BRSG), beschlossen. Dieses trat zum 1. Januar 2018 in Kraft und soll die Verbreitung der betrieblichen Altersversorgung vor allem in kleinen und mittelständischen Unternehmen (KMU) und unter Geringverdienern fördern.